# 法比婭·歐多基婭
歐多基婭或歐多西婭 （羅馬化：Eúdokía；580年代—612年8月13日），原名法比娅，是東羅馬帝國皇后，从610年起直至去世，是東羅馬皇帝希拉克略的第一任妻子。根据宣信者狄奧法內斯的说法，她是阿非利加总督区地主罗加斯的女儿。

## 帝國皇后
她的出生名字是法比娅，是一名希腊女性。当未来的皇帝希拉克略还居住在阿非利加总督区时，她就与他订婚了。当时的总督是她的岳父老希拉克略。
希拉克略于608年发动了反抗帝国皇帝福卡斯的起义。在未知的情况下，法比娅和她的婆婆歐皮菲尼婭似乎都在610年被福卡斯抓获。他们在“Nea Metanoia”（新忏悔）修道院度过囚禁期，并被用作人质，以阻止希拉克略围攻首都君士坦丁堡。这两名女子最终被東羅馬战车比赛绿派成员释放。他们被送到了马尔马拉海卡洛尼莫斯小岛的希拉克略手中，让他可以自由地发动成功的进攻。帝国禁軍叛逃到希拉克略那边，因此他得以在没有严重抵抗的情况下进入城市。  610年10月5日，希拉克略被宣布为皇帝，并于同一天与法比娅结婚。她取名为歐多基婭，并被授予奥古斯塔的称号。 

## 去世
歐多基婭于612年8月13日去世。根据君士坦丁堡大牧首尼基弗鲁斯一世的《Chronographikon syntomon》 ，其死因是癫痫。据尼基弗鲁斯说，她的葬礼上还发生了一件事情，表明她在普通民众中是多么受欢迎。当送葬队伍就在下楼时，一名女仆从楼上的窗户向外吐口水。當時她的棺材仍敞开着，口水已经流到尸体的衣服上。人群非常愤怒，将女仆活活烧死。
第二天，歐多基婭被安葬在圣使徒教堂。希拉克略后来与他的侄女玛蒂娜结婚。

## 子女
欧多基娅和希拉克略有两个孩子：
- 優多西婭·歐皮菲尼婭，女儿。出生于611年7月7日。612年10月4日，她被加冕为奥古斯塔。
- 希拉克略·君士坦丁，儿子，后来繼位成为君士坦丁三世皇帝。出生于612年5月3日。613年1月22日加冕为共治皇帝。